# SN 2000dv
SN 2000dv – supernowa typu Ib odkryta 17 października 2000 roku w galaktyce UGC 4671. W momencie odkrycia miała maksymalną jasność 18,00m.